# Inerciální tlumiče
Inerciální tlumiče jsou fiktivní technologií vyskytující se v seriálu Hvězdná brána. Používají ji všechny vesmírné lodě v naší galaxii i v galaxii Pegasus. Slouží k tomu, aby při zrychlení kosmické lodě nedocházelo k přetížení. Jsou aktivní hlavně při vstupu do hyperprostoru. Jejich druhotným užitkem je pravděpodobně umělá gravitace. Rodney McKay se snaží na Atlantis již nějakou dobu zjistit, jak tyto tlumiče zdokonalit tak, aby nespotřebovávaly tolik energie a aby tato energie mohla být přesměrována do štítů.
Tyto tlumiče se vyskytují již v seriálu Star Trek. Naráží na to hláška Jacka O'Neilla při prvním zkušebním letu hybridního letounu, kdy se zmínil také o fazerech a kde mu asistovala Samantha Carterová jako druhý pilot a hlášku přijala s úsměvem (Sezóna 6, epizoda “Redemption, Part 1”).
- Carterová: “Navigace?”
- O’Neill: “OK”
- Carterová: “Kyslík, tlak, kontrola prostředí?”
- O’Neill: “Vše OK.”
- Carterová: “Inerciální tlumiče?”
- O’Neill: “Běží. A v pořádku.”
- Carterová: “Motory?”
- O’Neill: “Vše OK. … Fazery?”
- Carterová: “Promiňte, pane???”